# Adelsmarschall
Der Adelsmarschall, auch Gouvernement-Adelsmarschall, war der Vorsitzende und Leiter der Selbstverwaltung in den russischen Gouvernements. Während der russischen Herrschaft im Baltikum gab es zwischen 1785 und 1796 jeweils einen Adelsmarschall in den Ostseegouvernements Livland, Estland und der Insel Ösel. Im 1795 zum Russischen Reich eingegliederten Ostseegouvernement Kurland ersetzte der Adelsmarschall 1796 für ein Jahr den „Landesbevollmächtigten“. Die Aufgaben des Adelsmarschalls ergaben sich aus der russischen Adelsordnung von 1785.
In Deutschland wurde von 1920 bis 1945 der Vorsitzende der Deutschen Adelsgenossenschaft mit Adelsmarschall tituliert, dieser hatte aber keine landespolitische Funktion.

## Die Baltischen Ritterschaften
Die Repräsentanten der einzelnen Ritterschaften hießen bis 1785 in Estland Ritterschaftshauptmann, in Livland und auf der Insel Oesel Landmarschall und in Kurland Landesbevollmächtigter. Eine Sonderstellung nahm die Insel Oesel ein, sie gehörte verwaltungsmäßig zum Gouvernement Estland, hatte aber ihre eigene Oeselsche Ritterschaft und wählte gleichwohl einen Adelsmarschall.
Es folgte dann ab 1796 in den Ostseegouvernements eine Neuordnung, mit der Zar Paul I. (1754–1801) die alte Ordnung von 1785 wieder herstellte. Die Repräsentanten der Ritterschaften erhielten ihre ursprünglichen Namen und Aufgabenstellungen zurück.

## Öselsche Adelsmarschalle
Ab dem Jahr 1753 bis zur Auflösung wurde die Öselsche Ritterschaft durch einen Adelsmarschall geführt. Die federführende Person zum Umbau der Öselschen Selbstverwaltung war Baron Balthasar von Campenhausen, er war ab 1783 auf Ösel Vizegouverneur Livlands und ebenfalls ab 1783 amtierte Lorenz Gottlieb von der Osten-Sacken (1738–1795) als Adelsmarschall. Am 15. September 1786 erhielt der Adelsmarschall vom Vizegouverneur die Anweisung für den 1. Oktober 1786 einen Landtag auszuschreiben, es sollte ein Adelsmarschall und verschiedene politische Institutionen neu besetzt werden. Am 5. Oktober 1786 wurde von Osten-Sacken in seinem Amt bestätigt.
- 1753–1760: Reinhold Gustav von Nolcken († 1762)
- 1760–1765: Hermann Gustav von Weymarn
- 1762–1772: Carl Gustav von Güldenstubbe
- 1772–1780: Otto Frommhold von Buhrmeister
- 1780–1783: Johann Christoph von Nolcken
- 1797–1800: Karl Johann Gustav von Ekesparre
- 1800–1806: Georg Friedrich von Saß
- 1806–1808: Otto Frommhold von Buhrmeister
- 1808–1813: Otto Magnus von Buxhoeveden
- 1813–1816: Reinhold Friedrich Pilar von Pilchau
- 1816–1818: Peter Anton von Saß
- 1818–1841: Peter Wilhelm von Buxhövden
- 1843–1849: Georg von Ditmar
- 1849–1862: Karl Friedrich von Güldenstubbe
- 1864–1865: Karl Wilhelm Ottokar von Aderkas
- 1867–1876: Charles Freytag von Loringhoven
- 1876–1906: Oskar von Ekesparre (1839–1925)
- 1906–1919: Alexander Peter Eduard von Buxhoeveden

## Estland und Livland
In den Gouvernements Estland und Lettland waren die Adelsmarschalle von 1783 bis 1796 die höchsten Repräsentanten der Estländischen Ritterschaft beim Zivilgouverneur und sie waren Vorsitzende der Gouverneursversammlungen. Livland wurde erst nach 1919 nach Estland und in Lettland aufgegliedert.

### Adelsmarschalle in Estland
- 1783–1786 Moritz Engelbrecht von Kursell (1744–1799)
- 1786–1789 Heinrich Johann von Brevern (1749–1803)
- 1789–1792 Hermann Ludwig von Löwenstern (1748–1815)
- 1792–1795 Johann Jakob von Patkul (1757–1811)
- 1795–1800 Alexander Philipp von Saltza[7]

### Adelsmarschalle in Livland
- 1783–1786 Leonhard Johann von Budberg (1727–1796)[8]
- 1786–1792 Moritz Friedrich von Gersdorff (1727–1796)[9]
- 1792–1797 Friedrich Wilhelm von Sivers (1748–1823)
- 1797 Otto Johann Magnus von Richter (1755–1826)[10]

## Russische Adelsmarschalle
In den russischen Gouvernements wurde die herkömmliche Bezeichnung „Adelsmarschall“ für den adligen Repräsentanten unverändert beibehalten. Die Adelsordnung in Russland, mit Ausnahme der baltischen, ehemals polnischen und einen Teil der klein-russischen Länder sah eine einheitliche Gliederung vor. Die Gouvernementsversammlungen wurden alle drei Jahre abgehalten und von Adelsleuten, Gutsbesitzern, Bauern und städtischen Bürgern beschickt. Zu dieser Tagung gehörten auch die Kreisdelegierten. Als Präsident stand dem Selbstverwaltungsorgan ein direkt vom Zaren ernanntes Mitglied vor, dieses war der Adelsmarschall. Die Entscheidungen der Versammlung und Verwaltung wurden mit einer ein Drittel Stimmenmehrheit beschlossen. Einige bekannte russische Adelsmarschalle waren u. a.:
- Gustaw Olizar (1798–1865), Adelsmarschall im Gouvernement Kiew
- Iwan Michailowitsch Obolenski (1853–1910), 1889 Adelsmarschall im Gouvernement Simbirsk
- Wassili Wassiljewitsch Kapnist (1758–1823), Adelsmarschall im Gouvernement Poltawa
- Dmitri Sergejewitsch Sipjagin (1853–1902), 1884 Adelsmarschall im Gouvernement Moskau
- Nikolaus (Nikolay Wasil'yevich) Baron von der Ropp (1848–1916), Gouvernements-Adelsmarschall im Gouvernement Woronesch
- Juri Nikolajewitsch Golizyn (1823–1872), Adelsmarschall im Gouvernement Tambow
- Seweryn Uruski (1817–1890), 1844 Adelsmarschall im Gouvernement Warschau

## Adelsmarschall der Deutschen Adelsgenossenschaft
Die Führung der, 1874 gegründeten, Deutschen Adelsgenossenschaft lag in den Händen eines auf 10 Jahre gewählten Adelsmarschall, der vom Adelskapitel gewählt wurde. Die Titulierung Adelsmarschall erfolgte erst ab 1925 davor hieß er Vorsitzender. Vorsitzende bzw. Adelsmarschalle von 1874 bis 1956 waren:
- 1874–1880 Georg von Knebel Doeberitz (1810–1880)
- 1880–1903 Werner von der Schulenburg (1841–1913)
- 1903–1915 Wilhelm von Wedel-Piesdorf (1837–1915)
- 1915–1920 Interregnum ohne Vorsitzenden
- 1920–1932 Friedrich von Berg-Markienen (1866–1939)
- 1932–1945 Adolf zu Bentheim-Tecklenburg (1889–1967)
- 1945–1956 Notvorstand (nominell noch Adolf zu Bentheim-Tecklenburg-Rheda)

### Organisation
Der Adelsmarschall ernannte die Mitglieder des Hauptvorstandes, dieser Hauptvorstand war der Stellvertreter des Adelsmarschalls. Der Adelsmarschall rief jährlich das Adelskapitel ein, dieses hatte die Aufgabe den Adelsmarschall zu wählen, die Wahl von Ehrenmitgliedern durchzuführen, den jährlichen Haushaltsplan zu verabschieden, die Entlastung des Schatzmeisters vorzunehmen und schließlich war es das geschäftsführende Organ.

## Trivia
Schlaraffia ist eine am 10. Oktober 1859 in Prag gegründete, weltweite deutschsprachige Vereinigung zur Pflege von Freundschaft, Kunst und Humor. Sie ist eine Vereinigung von Männern, ihr Leitspruch heißt «In arte voluptas», «In der Kunst liegt das Vergnügen». Sie ist in die Landesverbände Österreich, Deutschland, Schweiz, Nordamerika und Lateinamerika gegliedert. Zu ihren Amts- und Würdenträgern gehört auch ein „Kantzler sowie Wappen- und Adelsmarschall“.